# Santissima Trinità della Missione in Prati
Santissima Trinità della Missione in Prati, även benämnd Santissima Trinità al Collegio Leoniano, är en kyrkobyggnad i Rom, helgad åt den heliga Treenigheten. Kyrkan är belägen vid Via Pompeo Magno i Rione Prati och tillhör församlingen San Gioacchino in Prati.

## Historia
Klostret och kyrkan på denna plats tillhör Lazaristorden (latin: Congregatio Missionis), grundad år 1625 av den helige Vincent de Paul i Paris, och utgör ordens högkvarter i provinsen Rom. 
År 1876 exproprierades ordens klosterbyggnad och kyrkan Santissima Trinità della Missione i Rione Colonna. Orden flyttade då initialt till Sant'Apollinare och sedan till klosterkomplexet i Rione Prati. Den nuvarande kyrkobyggnaden invigdes år 1920.

## Beskrivning
Högaltarmålningen är utförd av Eugenio Cisterna och framställer Nostra Signora del Cenacolo. Interiören har två sidokapell:
Cappella della Nostra Signora Medaglia miracolosa
Kapellet är invigt åt Vår Fru av den mirakulösa medaljen. Altaret samt de tre målningarna av Alessandro Franchi härstammar från den forna kyrkan Santissima Trinità della Missione; målningarna framställer Jungfru Marie uppenbarelser för den heliga Catherine Labouré. Takfresken är ett verk av Alfiovino Missori.
Cappella di San Vincenzo de' Paoli
Kapellet är invigt åt den helige Vincent de Paul med en altarmålning av Aureliano Milani. Den högra sidomålningen är utförd av Guglielmo De Sanctis, medan den vänstra är en kopia av en fresk föreställande Vincent de Paul vid kung Ludvig XIII:s dödsbädd. Även i detta kapell har Alfiovino Missori målat takfresken.

## Kommunikationer
- Tunnelbanestation Lepanto – Roms tunnelbana, linje
- Busshållplats Marcantonio Colonna – Roms bussnät, linjerna 70 87